# Percy-en-Auge
Percy-en-Auge ist eine ehemalige französische Gemeinde mit zuletzt 230 Einwohnern (Stand 1. Januar 2013) im Département Calvados in der Region Normandie; sie gehört zum Arrondissement Lisieux und zum Kanton Mézidon-Canon.
Die Gemeinde Percy-en-Auge wurde am 1. Januar 2017 mit 13 weiteren Gemeinden, namentlich Les Authieux-Papion, Crèvecœur-en-Auge, Croissanville, Grandchamp-le-Château, Lécaude, Magny-la-Campagne, Magny-le-Freule, Le Mesnil-Mauger, Coupesarte, Monteille, Mézidon-Canon, Saint-Julien-le-Faucon und Vieux-Fumé zur neuen Gemeinde Mézidon Vallée d’Auge zusammengeschlossen.

## Bevölkerungsentwicklung
- 1962: 343
- 1968: 278
- 1975: 259
- 1982: 245
- 1990: 223
- 1999: 228
- 2007: 246

## Sehenswürdigkeiten
- Kirche Saint-Gervais aus dem 12. Jahrhundert (nach 1944 weitgehend wiederaufgebaut)

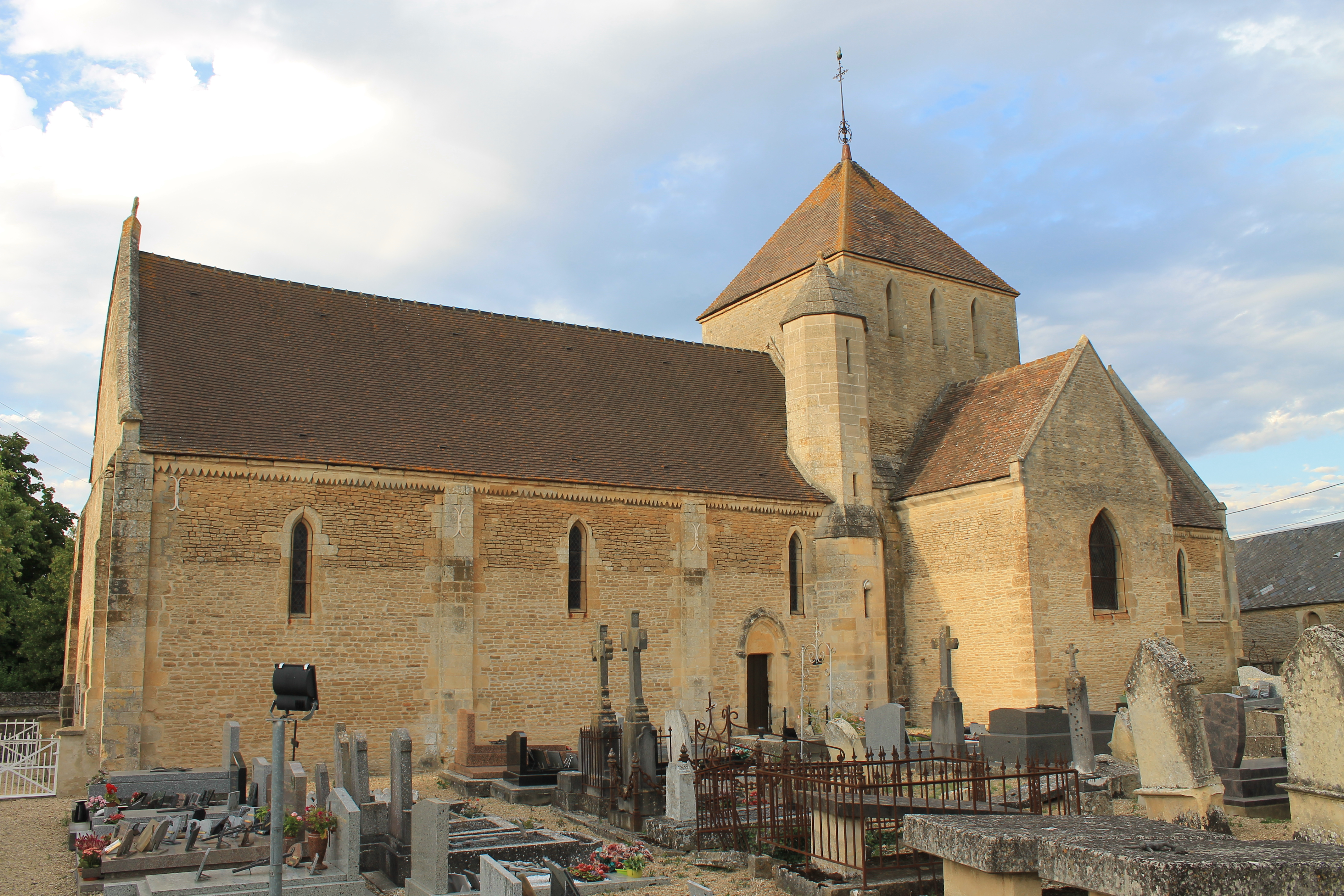
Kirche Saint-Gervais